# Almáskeresztúr
Almáskeresztúr è un comune dell'Ungheria di 83 abitanti (dati 2008) situato nella contea di Baranya, nella regione Transdanubio Meridionale.